# Henk van der Molen (1954)
Hendrik Tjeerd (Henk) van der Molen (Vrouwenparochie, 6 oktober 1954 - Rotterdam, 27 mei 2024) was een Nederlands psycholoog. Hij was als hoogleraar psychologie werkzaam aan de Erasmus Universiteit Rotterdam (2001-2021), de Open Universiteit Nederland (1992-2001) en de Rijksuniversiteit Groningen (1999-2004).
Van der Molen was vooral bekend als (mede-)auteur van een groot aantal studieboeken op het terrein van professioneel en academisch vaardigheidsonderwijs (psychologische gespreksvoering, psychodiagnostiek, academische schrijfvaardigheden) voor psychologie, pedagogie en sociale wetenschappen. De boeken “Psychologische gespreksvoering” en "Gesprekken in organisaties" worden beschouwd als standaardwerken in Nederland en België. Deze zijn en worden nog steeds gebruikt bij tal van instellingen in het wetenschappelijk en hoger beroepsonderwijs. In totaal werden zijn boeken door meer dan 500.000 studenten bestudeerd.

## Loopbaan
Van der Molen studeerde in 1980 af als klinisch psycholoog aan de Rijksuniversiteit Groningen. Hij promoveerde hier in 1985 “cum laude” op het proefschrift “Hulp als Onderwijs. Effecten van cursussen voor verlegen mensen”. Zijn promotoren waren prof.dr. Gerrit Lang, hoogleraar Individueel Toegepaste Psychologie en prof.dr. Adriaan D. de Groot, hoogleraar Toegepaste Psychologie en Methodenleer.
Van 1985-1992 vervulde hij functies als projectleider, universitair docent en universitair hoofddocent Individueel Toegepaste Psychologie bij de Sectie Persoonlijkheids- en Onderwijspsychologie van de Rijksuniversiteit Groningen, die onder leiding stond van prof.dr. Willem K.B. Hofstee.
In 1992 werd Van der Molen benoemd als eerste hoogleraar Psychologie bij de Open Universiteit Nederland. Hij ontwikkelde daar met verschillende collega’s een groot aantal cursussen en innovatieve practica voor het afstandsonderwijs op het terrein van de psychologie, en een nieuwe afstudeerspecialisatie Gezondheidspsychologie.
Van 1997 tot 2002 bekleedde hij een deeltijdleerstoel Methoden van Psychologische Praktijkvoering, in het bijzonder de Innovatie van het Professioneel Vaardigheidsonderwijs bij zijn alma mater, de Rijksuniversiteit Groningen.
Van 1986 tot 1991 was hij lid respectievelijk voorzitter van de redactie van De Psycholoog, het tijdschrift van het Nederlands Instituut van Psychologen (NIP), de landelijke beroepsvereniging van psychologen. Van 1995-2003 was hij President van het Dagelijks en Hoofdbestuur van het NIP en van 2003-2006 Past-President.
In 2001 volgde de overstap als hoogleraar Psychologie naar de Erasmus Universiteit Rotterdam. Daar ontwikkelde hij samen met prof.dr. Henk G. Schmidt, die was benoemd als bouwdecaan, een geheel nieuw, innovatief en succesvol bachelor- en masterprogramma binnen het Instituut voor Psychologie bij de Faculteit Sociale Wetenschappen (FSW). Tussen 2001 en 2005 vervulde hij de rollen van voorzitter onderwijscommissie en voorzitter examencommissie. Daarna werd Van der Molen van 2005-2009 voorzitter van het Instituut en onderwijsdirecteur psychologie.
In 2009 werd Van der Molen benoemd als decaan van de Faculteit Sociale Wetenschappen (FSW); de naam van deze faculteit werd in 2017 door hem gewijzigd in Erasmus School of Social and Behavioural Sciences (ESSB). Dat decanaat vervulde hij gedurende twee benoemingstermijnen tot 2018. Bij zijn afscheid als decaan ontving Van der Molen uit handen van Rector Magnificus prof.dr. Huibert Pols namens het College van Bestuur van de Erasmus Universiteit Rotterdam als onderscheiding de “Erasmus met de Reispet”. Hij hield zijn afscheidsrede “Gespreksvoering als Missie” op 8 oktober 2021. Daarbij ontving hij van de burgemeester van Rotterdam Achmed Aboutaleb een Koninklijke Onderscheiding: “Officier in de Orde van Oranje Nassau”, vanwege zijn verdiensten voor de psychologie, het wetenschappelijk onderwijs en de maatschappij.   

## Biografie
Henk van der Molen werd op 6 oktober 1954 geboren in Het Bildt (Friesland) in een gezin met twee broers en één zus. Zijn vader werd pas op latere leeftijd in 1957 predikant te Cadzand (West-Zeeuws-Vlaanderen) in de Vrije Evangelische Gemeente. Zijn moeder was presidente van de vrouwenvereniging van deze gemeente en in latere gemeenten waar zijn vader stond. In 1965 werd deze beroepen in Leeuwarden en het gezin keerde terug naar Friesland. Daar ging Henk in 1967 naar het Gereformeerd Gymnasium. In de vijfde klas was hij voorzitter van het bestuur van de schoolvereniging Mèden Agán (Niets Teveel). In 1973 behaalde hij het diploma gymnasium-bèta.

#### Studietijd in Groningen (1973-1980)
In 1973 begon Van der Molen de studie psychologie aan de Rijksuniversiteit Groningen. In het begin van zijn studie werd hij vooral geïnspireerd door de existentialistische filosofie van Sartre, door prof.dr. Ben J. Kouwer uitgewerkt in een gesprekstheorie die bekend werd als existentiële psychologie, en door het Practicum Gespreksvoering dat was ontwikkeld onder leiding van dr. Gerrit Lang. In dat practicum werd een in die tijd moderne microtrainingmethode voor het aanleren van gespreksvaardigheden van de Amerikaan prof.dr. Allen E. Ivey gebruikt. Het moderne was destijds dat de gespreksvaardigheden met behulp van videovoorbeelden werden gedemonstreerd en dat oefengesprekken van studenten ook op audio of video werden opgenomen, zodat daarna heel concreet feedback gegeven kon worden op het vertoonde communicatieve gedrag.
Na het kandidaatsexamen in 1976 koos Van der Molen voor de afstudeerspecialisatie klinische psychologie. Van 1976 tot 1979 vervulde hij bij Gerrit Lang binnen de Sectie Persoonlijkheids- en Onderwijspsychologie student-assistentschappen gespreksvoering voor het basisprogramma psychologie en het doctoraalprogramma persoonlijkheidspsychologie. Hij behaalde het doctoraalexamen in januari 1980.

#### Vervangende dienstplicht (1980-1981)
Na zijn afstuderen deed hij anderhalf jaar vervangende dienst (1980-1981) als wetenschappelijk medewerker bij de Afdeling Individueel Toegepaste Psychologie (ITP) van de Sectie Persoonlijkheids- en Onderwijspsychologie van de Rijksuniversiteit Groningen. In het kader van projectonderwijs raakte hij betrokken bij de ontwikkeling, uitvoering en evaluatie van een op sociaal-leertheoretische leest geschoeide “Cursus voor Verlegen Mensen”. Om de effecten van deze cursus meer gedegen te kunnen onderzoeken, werd een projectvoorstel ingediend bij de Nederlandse organisatie voor Zuiver Wetenschappelijk Onderzoek (ZWO). De titel van het project was: “Hulp als Onderwijs. Opzet, uitvoering en effectmeting van kortdurende hulpverleningsprogramma’s voor psychosociale problemen”. Het voorstel werd gehonoreerd met een subsidie voor vier jaar.

#### Promotie “Hulp als Onderwijs. Effecten van cursussen voor verlegen mensen” (1981-1985)
Het project werd onder leiding van promotoren Gerrit Lang en Adriaan de Groot uitgevoerd van september 1981 tot september 1985. Van der Molen ontwikkelde en bestudeerde de effecten van twee verschillende cursussen. De eerste was de reeds genoemde Cursus voor Verlegen Mensen, de tweede cursus was bedoeld voor (echt)paren met ernstige communicatieproblemen. Beide cursussen waren gebaseerd op de gedachte dat het niet alleen goed mogelijk, maar ook nuttig is voor cliënten om bij de behandeling van psychische problemen te spreken van onderwijs in plaats van psychotherapie. Drie argumenten speelden hierbij een rol. Het eerste argument was dat het “als patiënt in psychotherapie zijn” vaak een negatieve, stigmatiserende klank heeft, omdat degene die behandeld wordt als “ziek en zielig” wordt beschouwd. Het tweede argument was dat bij de toepassing van een onderwijsmodel de eigen verantwoordelijkheid van degene met een persoonlijk probleem meer nadruk krijgt. Het derde argument was dat vrijwel alle psychotherapieën een belangrijke plaats toekennen aan het vermogen van mensen om te leren.
In zijn promotieonderzoek concentreerde hij zich op de groep mensen die vaak last hebben van verlegenheid/sociale angst. De theoretische basis en de concrete inhoud van de cursus werd in 1984 gepubliceerd in het boek “Aan Verlegenheid Valt Iets te Doen. Een cursus in plaats van therapie”. De effecten van deze cognitief-gedragsmatige en op uitbreiding van kennis en sociale vaardigheden gerichte methode op de variabelen kennis, gedrag en beleving bleken zeer sterk en sterker dan die van een vergelijkbare cursus, die gebaseerd was op een humanistisch (diepte)psychologische, inzichtgevende methode. De cursisten waren niet alleen direct na de cursus, maar ook bij follow-up drie maanden en een jaar later veel minder sociaal angstig en ze vertoonden veel minder vermijdingsgedrag. Bovendien bleek hun daadwerkelijke beheersing van communicatieve vaardigheden sterk verbeterd. Bijzonder aan het evaluatieonderzoek was dat Van der Molen aan een klassiek pretest-posttest-follow-up-controlegroep en vergelijkingsgroep design een weddenschapsonderzoek koppelde, dat gebaseerd was op het zogenaamde weddenschapsmodel van Hofstee (1980). Daarbij moesten aanhangers van de verschillende stromingen (cognitief-gedragsmatig versus dieptepsychologisch-inzichtgevend) voorspellen wat de effecten van de verschillende cursussen zouden zijn. Uit dat onderzoek bleek dat de effecten van de cognitief-gedragsmatige cursus over het algemeen sterker waren dan door deskundigen was voorspeld, en dat die van de inzichtgevende methode werden overschat. Ook de cursus voor echtparen met communicatieproblemen bleek sterke effecten te hebben op communicatief gedrag waardoor de relatie tussen de (echt)paren verbeterde. Tezamen werden de positieve effecten van beide cursussen door Van der Molen als ondersteuning gezien voor de “Hulp-als-onderwijs”-benadering.
Op 5 september 1985 promoveerde hij ‘cum laude’ aan de Rijksuniversiteit Groningen op het proefschrift ‘Hulp als Onderwijs. Effecten van cursussen voor verlegen mensen.’ Door het succes van de cursus werd deze daarna geïmplementeerd bij diverse instellingen voor geestelijke gezondheidszorg. De cursus wordt nog steeds gebruikt door de Vereniging voor Verlegen Mensen (VVM).
In de periode van zijn promotieonderzoek werkte Van der Molen samen met zijn promotor Gerrit Lang ook aan het boek Psychologische Gespreksvoering. Een basis voor hulpverlening, waarvan in 1984 de eerste druk verscheen. Het boek zou een classic blijken voor trainingen in professionele gespreksvoering. Het wordt al meer dan 35 jaar gebruikt bij een groot aantal instellingen voor wetenschappelijk en hoger beroepsonderwijs, met name in opleidingen voor studenten bij wie het gesprek met de cliënt belangrijk is. In 2010 ontvingen beide auteurs een oorkonde van Uitgeverij Boom ter gelegenheid van het 100.000e gedrukte exemplaar. In 2020 is de achttiende, herziene druk en daarmee tevens het 150.000e exemplaar van dit boek verschenen.

#### Praeventiefondsproject Sociale redzaamheidsprogramma’s voor zwakbegaafde jongeren (1985-1990)
In de laatste fase van zijn promotieonderzoek verwierven Van der Molen, Lang en Hofstee een omvangrijke subsidie van het Praeventiefonds voor een project getiteld ‘Sociale redzaamheidsprogramma’s voor zwakbegaafde jongeren’(looptijd 1985-1989). Van der Molen werd daarvan de projectleider, eerst voltijds, en vanaf 1986 in deeltijd. Voortbordurend op de microtrainingmethode van Ivey, die werd gebruikt in de verlegenheidscursus, en de zogenaamde Goldsteinmethode werden speciale programma’s ontwikkeld gericht op de bevordering van sociale vaardigheden bij zwakbegaafde jongeren. Die trainingen werden uitgevoerd bij de doelgroep die verbleef in verschillende residentiële instellingen voor jeugdzorg in Nederland. De training is beschreven in het boek “Sociale Vaardigheden voor Zwakbegaafde Jongeren. Praktijkboek Goldsteintraining” (Van der Zee, Van der Beek & Van der Molen, 1989). Van het uiteindelijke trainingsprogramma is daarna ruim twee decennia lang door meer dan 300 instellingen voor jeugdgezondheidszorg in Nederland en België gebruikgemaakt.

#### Universitair docent en universitair hoofddocent (1986-1992)
In 1986 werd Van der Molen benoemd als universitair docent Individueel Toegepaste Psychologie bij de Sectie Persoonlijkheids- en Onderwijspsychologie van de Rijksuniversiteit Groningen. In 1989 volgde benoeming tot universitair hoofddocent. In beide posities bleef hij een grote rol spelen bij het onderwijs in professionele gespreksvaardigheden, o.a. in de gevorderde cursussen Het gesprek in de consultsituatie, Professionele gespreksvoering in bedrijfssituaties en Methodiek van gesprekstraining. Voorts publiceerde hij met Gerrit Lang en collega-psychologen uit de UK Peter Trower en Roger Look in 1990 bij uitgeverij Routledge de Engelse vertaling van Psychologische Gespreksvoering: “Personal Conversations. Theories, Roles and Skills for Counsellors”. In 1992 publiceerde hij twee boeken: (1) met Gerrit Lang “Methodiek van Gesprekstraining” en (2) met Yvonne-Gramsbergen-Hoogland het boek “Gesprekken in Organisaties”. Dit laatste boek werd ook een classic bij opleidingen waarin aandacht wordt besteed aan de ontwikkeling van leiderschaps- en managementvaardigheden. In 2022 is de zevende druk van dit boek verschenen en het is door meer dan 150.000 studenten binnen wo- en hbo-opleidingen bestudeerd. Het is ook in het Engels vertaald als Communication in Organizations (Van der Molen & Gramsbergen-Hoogland, 2005, 2e druk 2019).

#### Hoogleraar bij de Open Universiteit Nederland (1992-2001) en de Rijksuniversiteit Groningen (1997-2002)
Op 38-jarige leeftijd werd Van der Molen in november 1992 benoemd als eerste hoogleraar Psychologie bij de Open Universiteit Nederland (OUNL) in Heerlen, die in 1984 was opgericht. In 1994 hield hij zijn Oratie “De Mededeelzame Detective. Pleidooi voor een transparante toegepaste psychologie.” Bij de OUNL werkte hij als programmaleider aan de ontwikkeling van een nieuwe afstudeerspecialisatie Gezondheidspsychologie en aan een groot aantal cursussen binnen de bachelor- en masteropleiding psychologie. Onder zijn leiding werden in totaal 11 voor het afstandsonderwijs bruikbare cursussen voltooid. De cursussen, gemaakt met collega’s en vaak bestaande uit een nieuw tekstboek, een werkboek en een ondersteunend video- of interactief digitaal programma, hadden betrekking op een breed scala van onderwerpen zoals Gezondheidsvoorlichting en Gedragsverandering, Inleiding Klinische psychologie 1: Theorieën en psychopathologie, Klinische psychologie 2: Diagnostiek en Therapie, Intelligentie en Sociale Competentie, Gespreksvoering, Testgebruik bij Psychodiagnostiek, Klinische Gespreksvoering, Handicap en Samenleving en Inleiding seksuologie. Van 1999 tot 2001 werd hij benoemd als onderwijsdecaan van de opleiding psychologie. Hij behield na zijn vertrek in 2001 tot 1 juni 2021 een onbezoldigde aanstelling bij de OUNL.
Omdat de nauwe band met de Rijksuniversiteit Groningen was blijven bestaan, werd hij daar in 1997 voor een periode van vijf jaar benoemd als deeltijdhoogleraar Methoden van Psychologische Praktijkvoering, in het bijzonder de Innovatie van het Vaardighedenonderwijs. In 2000 hield hij er zijn tweede oratie getiteld “Traditioneel en innovatief. De verbetering van het onderwijs in de toegepaste psychologie.” In die oratie werd onder meer verslag gedaan van het project Versterking van het Praktijkonderwijs in de Psychologieopleiding, waarvoor de opleidingen psychologie van de Rijksuniversiteit Groningen en de OUNL gezamenlijk een grote subsidie vanuit het Studeerbaarheidsfonds van het Ministerie van OCW hadden verworven.

#### Voorzitter Bestuur Nederlands Instituut van Psychologen 1995-2003
In 1995 werd Van der Molen voorzitter van het Dagelijks en Hoofdbestuur van Nederlands Instituut van Psychologen (NIP), de beroepsvereniging van psychologen. Dat voorzitterschap vervulde hij tot 2003. Daarmee is hij de langst zittende voorzitter uit de geschiedenis van het NIP. Hij organiseerde in 1996 en 1998 met anderen twee spraakmakende landelijke psychologiecongressen: “Psychologen in Debat” (Maastricht) en “Innovatie in Wetenschap in Praktijk” (Hilversum). Bij dit laatste congres werd het zestigjarig bestaan van de vereniging gevierd. Onder zijn leiding groeide het aantal leden van het NIP sterk, van 9.000 tot ongeveer 12.000 leden. Hij vervulde in deze periode ook de rol van voorzitter van de Kamer Psychologie van de Vereniging van Samenwerkende Nederlandse Universiteiten (VSNU). Dit disciplineoverlegorgaan was o.a. belast met de benoeming van landelijke commissies voor de onderwijs- en onderzoeksvisitaties van de universitaire psychologie-opleidingen en het onderzoek in de psychologie. Van 2003 tot 2006 bleef hij als voormalig voorzitter lid van het dagelijks bestuur en het hoofdbestuur.

#### Hoogleraar bij de Erasmus Universiteit Rotterdam (2001-heden)
In zijn Limburgse periode had Van der Molen kennisgemaakt met Prof.dr. Henk Schmidt die verbonden was aan de Universiteit Maastricht als hoogleraar onderwijspsychologie. Beiden werden in 2001 benoemd als hoogleraar psychologie bij de Erasmus Universiteit Rotterdam om daar een nieuwe bachelor- en masteropleiding psychologie op te zetten. Het studieprogramma dat zij ontwikkelden werd gekenmerkt door de combinatie van beider expertises: Probleemgestuurd Onderwijs (PGO) en Academische en Professionele Vaardigheidstraining. Van der Molen had daarbij een speciale verantwoordelijkheid voor de ontwikkeling van het vaardigheidsprogramma over de verschillende studiejaren heen. In de periode 2001-2005 vervulde Van der Molen de rollen van voorzitter opleidingscommissie en voorzitter examencommissie. Toen de programma’s voor de bachelor-en masteropleiding in 2005 voltooid waren, werd Schmidt door het College van Bestuur benoemd tot Decaan van de FSW. Van der Molen volgde hem daarna van 2005-2009 op als voorzitter van het Instituut voor Psychologie en als onderwijsdirecteur psychologie.

#### Decaan Faculteit Sociale Wetenschappen/Erasmus School of Social and Behavioural Sciences (2009-2018)
In 2009 werd Van der Molen door het College van Bestuur benoemd als Decaan van de Faculteit. Dat decanaat vervulde hij tot 2018. Aan het bestaande palet van de drie bestaande opleidingen Sociologie, Bestuurskunde en Psychologie werden in deze periode vijf geheel nieuwe programma’s toegevoegd: (1) een bacheloropleiding Pedagogische en Onderwijswetenschappen, (2) een masteropleiding Pedagogische en Onderwijswetenschappen, (3) een bacheloropleiding Liberal Arts and Sciences in het Erasmus University College, (4) een International Bachelor Psychology en (5) een international bachelor Management of International Social Challenges (MISOC). Ook masterprogramma’s werden steeds meer in het Engels aangeboden. Hierdoor groeide het totale aantal studenten in de Faculteit met zo’n 40%.
Onder zijn verantwoordelijkheid werd in 2011 geëxperimenteerd met een nieuw examensysteem dat bekend is geworden als “Nominaal is Normaal”. Het hoofddoel van dit experiment was het grote probleem in het Nederlandse hoger onderwijs van studievertraging bij studenten tegen te gaan en daarmee hun studiesucces te bevorderen. Omdat het experiment succesvol was, werd het systeem in de jaren daarna door alle andere faculteiten van de Erasmus Universiteit overgenomen. Het nieuwe examensysteem heeft gemiddeld voor de bachelor programma’s geleid tot een toename van het zogenaamde bachelor rendement met 25%, en voor de master programma’s tot een toename van het rendement met 9%.

## Publicaties
Het werk van Van der Molen en collega’s is veel gelezen. Zo bestudeerden gedurende meer dan drie decennia generaties studenten Psychologische gespreksvoering. Een basis voor hulpverlening (Lang & Van der Molen, 2020, 18e druk; 1e druk 1984), Gespreksvoering. Basisvaardigheden en gespreksmodellen (Van der Molen, Hommes & Kluijtmans, 2020, 5e druk; 1e druk 1995), Klinische Psychologie. Theorieën en Psychopathologie (Van der Molen, Simon & Van Lankveld, 2015, 3e druk; 1e druk 1997), en Gesprekken in Organisaties (Gramsbergen-Hoogland & Van der Molen, 2022, 7e druk; 1e druk 1992). Een aantal van deze werken is mede in verband met de toenemende internationalisering van het hoger onderwijs in Nederland ook in het Engels en het Duits vertaald. Kenmerkend is dat deze boeken de eerste twee decennia vergezeld gingen van audiovisuele programma’s en de laatste twee decennia van digitale ondersteuning in de vorm van innovatieve websites met behulp waarvan studenten de vaardigheden online kunnen oefenen. Met zijn collega’s ontwikkelde hij al sinds het begin van deze eeuw meer dan 30 van dergelijke interactieve programma’s, die bekend werden als VIPs (Vaardigheden in Psychologie) of Diskits (Digitale skill trainings).

## Promovendi
In de loop der jaren begeleidde Van der Molen o.a. met prof. dr. Gerrit Lang, prof. dr. Wim Hofstee, prof. Henk Schmidt en prof. dr. Marise Born 28 promovendi, afkomstig uit verschillende landen (Nederland, Brazilië, Turkije, Saudi-Arabië, Singapore, Indonesië en Australië) naar de doctorstitel. In 2010 was hij tijdens de Dies van de Erasmus Universiteit erepromotor bij de uitreiking van een eredoctoraat aan de Canadese hoogleraar Prof. dr. Geoff Norman, een van de grondleggers van de methode van probleemgestuurd onderwijs. In 2017 hield hij de Diesrede bij de Erasmus Universiteit getiteld ‘De Lof der Stoutheid’.
Zie voor het overzicht van boeken, artikelen en promovendi:
- https://www.eur.nl/people/h-t-van-der-molen

## Maatschappelijke betrokkenheid en onderwijsvernieuwing
Uit zijn eigen werk en publicaties en uit het werk van zijn promovendi komt een grote maatschappelijke betrokkenheid naar voren. “Theory into practice” was zijn motto. Zo werden de trainingen in professionele gespreksvoering niet alleen bij psychologie- en pedagogiestudenten gebruikt, maar in de loop der jaren ook bij studenten theologie, geneeskunde en tandheelkunde; daarnaast in nascholingscursussen voor schoolleiders, docenten in het vwo, arbeidsbemiddelaars, loopbaanadviseurs, politierechercheurs, maatschappelijk werkers, verpleegkundigen en groepsleiders in de residentiële jeugdhulpverlening. In alle cursussen was het doel de studenten niet alleen concrete communicatievaardigheden aan te leren, maar bovenal een Rogeriaanse grondhouding van warmte, respect en empathie voor de cliënt/gesprekspartner, zonder daarbij de noodzakelijke professionele distantie uit het oog te verliezen.
Trainingen en cursussen binnen het veld van de geestelijke gezondheidszorg waren gericht op o.a. verlegen/sociaal angstige mensen, echtparen met communicatieproblemen, zwakbegaafde jongeren, jongeren met autisme en patiënten met een somatische aandoening waarvoor geen duidelijke verklaring te vinden is.
Ten behoeve van de overdraagbaarheid van de programma’s aan grote groepen van trainers (in verband met grote aantallen studenten) streefde Van der Molen altijd naar goed gestructureerde en nauwkeurig uitgewerkte draaiboeken. Daarbij werden ter ondersteuning van de verschillende trainingen in het kader van de demonstratie van voorbeeldgedrag (‘modeling’) tussen 1980 en 2002 in totaal 22 verschillende audiovisuele producties ontwikkeld. Vanaf 2002 werd dat type producties steeds meer gedigitaliseerd. In door de Stichting SURF en de Digitale Universiteit gesubsidieerde projecten werden meer dan 20 verschillende interactieve programma’s (zogenaamde VIPs) ontwikkeld. Een concreet voorbeeld daarvan is de cursus “Zelf Leren Schrijven, schrijfvaardigheid voor psychologie, pedagogie en de sociale wetenschappen”, waarin studenten de deelvaardigheden voor het schrijven van een wetenschappelijk artikel aanleren. Die cursus is ook in het Engels beschikbaar gekomen als “Academic Writing Skills”
, en daarna zowel in het Nederlands als in het Engels toepasbaar gemaakt voor studenten economie en bedrijfskunde.

## Internationale activiteiten
In verschillende internationale samenwerkingsprojecten heeft Van der Molen bovendien, vaak samen met Schmidt, een bijdrage geleverd aan vernieuwing van het universitaire onderwijs in het buitenland, door de invoering van kleinschalig probleemgestuurd onderwijs, vaak in combinatie met vaardigheidsonderwijs. Drie voorbeelden:
1. In het door de Europese Unie gesubsidieerd “AsiaLink project Human Resources Development through Problem Based Learning” (2005-2007) werd in samenwerking met de Universiteit van Lund (Zweden) de methode van PBL succesvol overgedragen aan twee universiteiten in Zuidoost-Azië, te weten de Hanoi Medical University in Vietnam en de Walailak University in Thailand.
2. In een samenwerkingsproject met de Escola de Sauda Publica in Fortaleza, Brazilië, werd samen met promovendus Batista Tomaz een nieuwe vorm van afstandsonderwijs voor PBL ontwikkeld voor family doctors, waarbij gebruikgemaakt werd van digitale middelen. Dat was nodig omdat die family doctors vaak meer dan duizend kilometer van de hoofdstad Fortaleza werkzaam zijn. Tomaz promoveerde onder leiding van Van der Molen in 2013 op het onderzoek naar de effecten van dat web-based programma. Die bleken positief.
3. Bij de Princess Nourah Bint Abdul Rahman University, de grootste universiteit voor vrouwelijke studenten in Riyadh, Saudi Arabië, ontwikkelden Van der Molen en Schmidt tussen 2012 en 2016 een geheel nieuwe, vierjarige bacheloropleiding klinische psychologie naar Rotterdams voorbeeld. Dat behelsde een grote vernieuwing in het tot dan toe door psychiaters gedomineerde terrein van geestelijke gezondheid. Naast het doel studenten een hoogwaardige opleiding te bieden, was een nevendoel een bijdrage te leveren aan de emancipatie van de vrouwelijke studenten binnen de mogelijkheden en beperkingen van de Saudische cultuur. Nadat de eerste vier jaren het studieprogramma voornamelijk onder leiding van uit Nederland afkomstige docenten was gecoördineerd en succesvol uitgevoerd, wordt het programma sinds 2016 door in de methode van onderwijs getrainde Saudische psychologen zelf gegeven, deels ook door de afgestudeerden van de opleiding.